# Льямасарес, Хулио
Ху́лио Ало́нсо Льямаса́рес (исп. Julio Llamazares; род. 28 марта 1955, Вегамьян, провинция Леон) — испанский писатель и сценарист.

## Биография
Окончил юридический факультет, но сразу же стал работать теле- и радиожурналистом. Его первый роман, «Луна волков» (исп. Luna de lobos) вышел в 1985 году, за ним «Желтый дождь» (исп. La lluvia amarilla). Оба были финалистами Национальной литературной премии Испании в категории «Проза».
Работает в нескольких жанрах: поэзия, художественная проза, путевые заметки, эссе, журналистика. Критики отмечают точность языка Льямасареса, а сам он говорит, что его видение текста — поэтическое. Среди важных для писателя тем — отрыв человека от природы, тоска по мифическому Золотому веку.
Хосе Мартин Сармьенто предложил ему принять участие в фильме, где пять леонских писателей рассказывали истории. После этого фильма, «Посиделки» (исп. El Filandón), где Льямасарес выступил в качестве сценариста и актера — играет самого себя), он написал сценарии к четырем картинам: «Волчья луна» (по своему одноименному роману), «Источник лет» (по роману Луиса Матео Диеса), «Вершина мира» и «Цветы иного мира». Его размышления о кино отражены в романе «Сцены из немого кино» и во вступлениях к позднее опубликованным сценариям фильмов «Вершина мира» и «Цветы иного мира».
Провел в Москве семинар в качестве сценариста, адаптирующего романы для кино (совместно с режиссёром Фелипе Вегой).

## Сценарии
- Цветы из другого мира (1999) исп. Flores de otro mundo
- Вершина мира (1995) исп. El Techo del mundo
- исп. La fuente de la edad (1991)
- Волчья луна (1987) исп. Luna de lobos
- исп. El filandón (1985)

Среди прочих получил премию Международной недели кинокритики на Каннском фестивале в 1999 году.
Последний роман вышел в 2013 году — «Слезы Святого Лоренцо» (исп. Las lágrimas de San Lorenzo)